# Orbey
Orbey (deutsch Urbeis, elsässisch Urwes) ist eine französische Kleinstadt im Arrondissement Colmar-Ribeauvillé, im Département Haut-Rhin und in der Region Grand Est (bis 2015 Elsass). Orbey ist ein Mitglied des Gemeindeverbandes Vallée de Kaysersberg.
Die Region um Orbey war stets eine romanischsprachiges Gebiet am westlichen Rand des Elsass. Der hier gesprochene Dialekt, das Welsch, ist mit dem Französischen verwandt.

## Geographie
Orbey, etwa 20 Kilometer westlich von Colmar, an der Weiss gelegen, verteilt sich auf mehrere Vogesentäler. Das Gemeindegebiet gehört zum Regionalen Naturpark Ballons des Vosges. Hier, oberhalb der Stadt, liegen innerhalb ihrer Gemarkung im Quellgebiet der Weiss auch die beiden Stauseen Lac Blanc (Weißer See) und Lac Noir (Schwarzer See), die über ein Pumpspeicherwerk miteinander verbunden sind.
Ortsteile und Siedlungen von Orbey sind Pairis, Tannach, Remomont, Les Basses Huttes, Les Hautes Huttes, Le Creux d'Argent und Les Allagouttes.

## Geschichte
Erstmals erwähnt wurde der Ort 1049 unter dem Namen Orbeiz (vom germanischen *ur-bek „Bach“). Es gehörte zum Besitz von Egisheim. 1138 wurde im Ortsteil Pairis ein Zisterzienserkloster, das Kloster Pairis, gegründet, das vom Herrn von Egisheim mit großen Ländereien bis an die beiden Seen ausgestattet wurde.
Im Dreißigjährigen Krieg hatte die Bevölkerung von Orbey sehr zu leiden und schrumpfte um zwei Drittel. König Ludwig XIV. erhielt im Westfälischen Frieden das Oberelsass und damit wurde Orbey französisch.
Im 18. Jahrhundert verdreifachte sich die Bevölkerungszahl auf etwa 3000 Einwohner. Aber es herrschte große Armut, Heimarbeit war für das Überleben unverzichtbar, und es gab immer wieder Konflikte mit den Grundherren. Das änderte sich erst mit der Französischen Revolution 1789, als alle Grundherrschaften aufgehoben wurden. Das Kloster Pairis wurde verkauft und verschwand zum größten Teil. In den erhalten gebliebenen Teilen der ehemaligen Klosteranlage ist heute ein Altenpflegeheim untergebracht. 1798 wurde der Wahlkreis (Kanton) Lapoutroie gebildet, zu dem die Gemeinde bis 2015 gehörte.
Im 19. Jahrhundert begann mit einer Textilmanufaktur die Industrialisierung der ländlich geprägten Täler. Die Bevölkerung stieg auf 5000 Einwohner an, aber im Laufe des Jahrhunderts verringerte sie sich wieder, da die Landwirtschaft viele Menschen nicht mehr ernähren konnte. 1858 wurde eine neugotische Kirche erbaut, die einen bescheidenen Vorgängerbau ersetzte. Gegen Ende des Jahrhunderts begann die Elektrifizierung des Tales.
1871 wurde Orbey wie das ganze Elsass deutsch und hieß fortan Urbeis. 1914, im Ersten Weltkrieg, war Urbeis eine der Ortschaften, die durch die Westfront besonders betroffen waren. 1916 wurde die Ortschaft evakuiert. 1918 wurde Urbeis wie das ganze Elsass wieder französisch.
Orbey erholte sich langsam, musste aber 1934 einen Unfall erleben, der fast zur Katastrophe geführt hätte: eine Druckwasserleitung des Elektrizitätswerks am Lac Noir brach und forderte neun Todesopfer.
Während des Zweiten Weltkriegs wurden Dutzende von jungen Leuten für die Wehrmacht zwangsrekrutiert, die so genannten Malgré-nous. Nach heftigen Kämpfen und großer Zerstörung wurde der Ort am 16. Dezember 1944 von den Westalliierten eingenommen. Deutsche Soldaten hielten sich noch bis Ende der Kampfhandlungen Ende Februar 1945 im Gebirge auf.
Die zweite Hälfte des 20. Jahrhunderts war geprägt vom Niedergang der Textilindustrie und dem Rückgang der Landwirtschaft. Eine Kunststofffabrik eröffnete, und der Sommer- wie Wintertourismus bekam immer größere Bedeutung.
Seit 1975 gibt Gérard Pfister Bücher in der Edition Arfuyen hier Bücher heraus. Der Verlag ist spezialisiert auf die Übersetzung Elsässer Literatur, z. B. von Alfred Kern und Gustave Stoskopf.

### Demographie
| Jahr | Einwohner | Anmerkungen |
| ---- | --------- | --- |
| 1793 | 3803      | [ 3 ] |
| 1821 | 4809      | langgestreckter Flecken, zu dem die Weiler Basses-Huttes, Hautes-Huttes, Beauregard, Bermont, Blancrupt, Creux d´Argent und Tannach gehören |
| 1841 | 5656      | [ 3 ] |
| 1872 | 5156      | am 1. Dezember, in 772 Häusern nach anderen Angaben 5431 Einwohner                                                                          |
| 1880 | 4744      | am 1. Dezember, auf einer Fläche von 4470 ha, in 729 Häusern, davon 4708 Katholiken, 30 Protestanten und vier Juden                         |
| 1890 | 4686      | [ 8 ] |
| 1905 | 4521      | meist katholische, französischsprechende Einwohner                                                                                          |
| 1905 | 4512      | [ 8 ] |
| 1910 | 4485      | [ 10 ] [ 11 ] [ 8 ] |

| Jahr                       | 1962 | 1968 | 1975 | 1982 | 1990 | 1999 | 2006 | 2020 |
| -------------------------- | ---- | ---- | ---- | ---- | ---- | ---- | ---- | ---- |
| Einwohner                  | 3160 | 3236 | 3369 | 3114 | 3382 | 3548 | 3707 | 3461 |
| Quellen: Cassini und INSEE |      |      |      |      |      |      |      |      |

## Sehenswürdigkeiten
- Konvent kontemplativer Dominikanerinnen - das Kloster Jean Baptiste d' Unterlinden

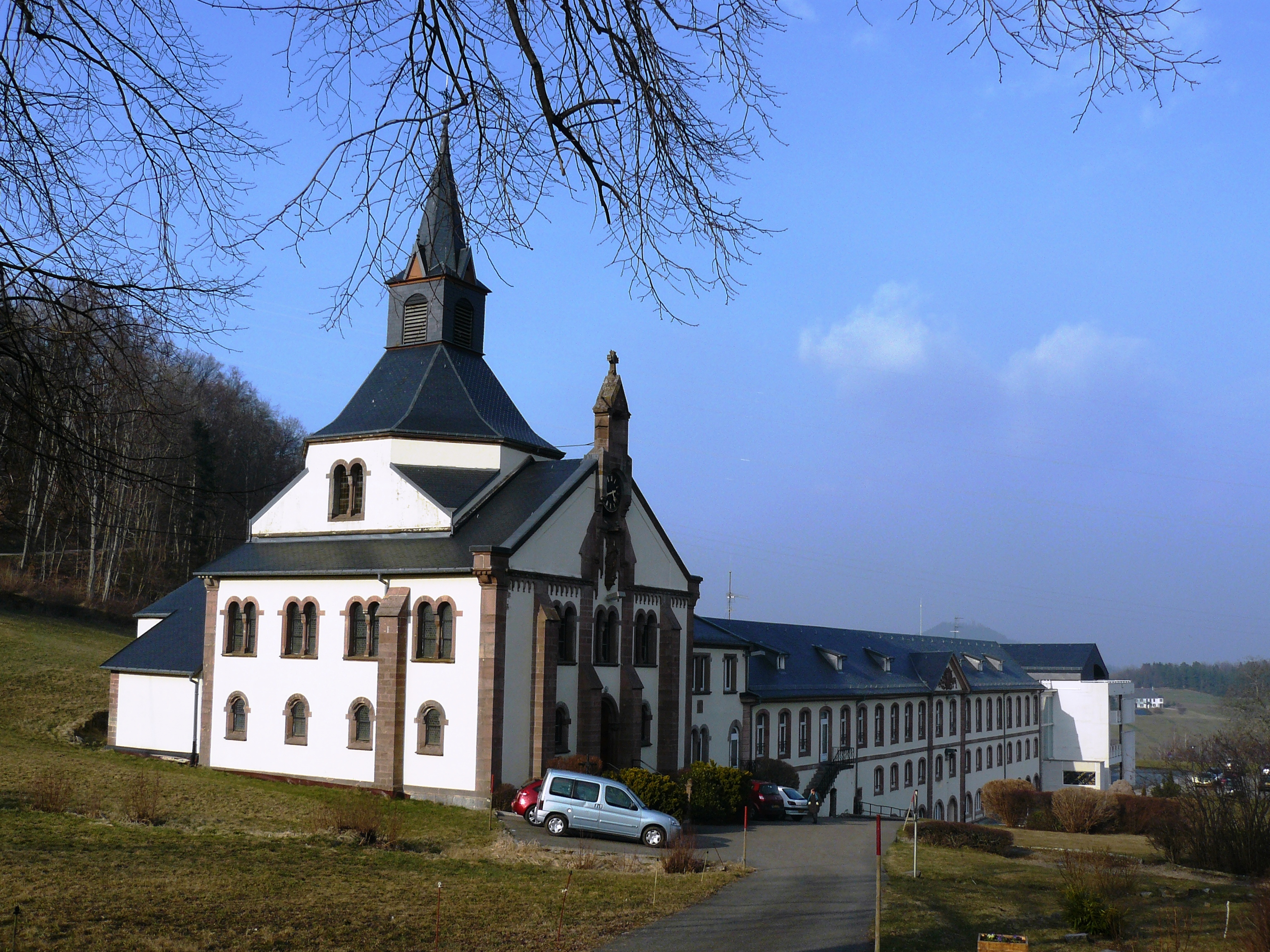
Ehemaliges Kloster Pairis
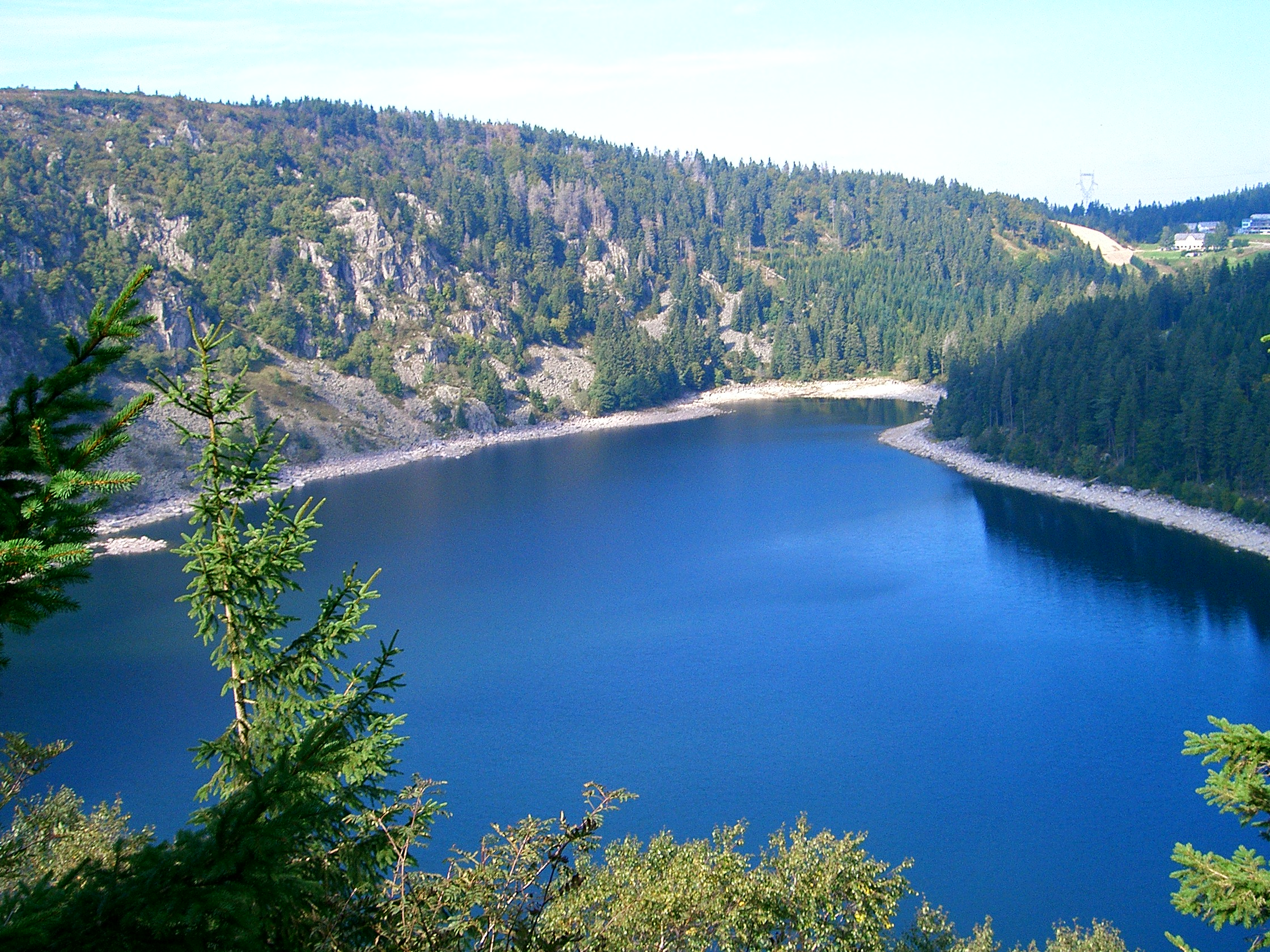
Lac Blanc
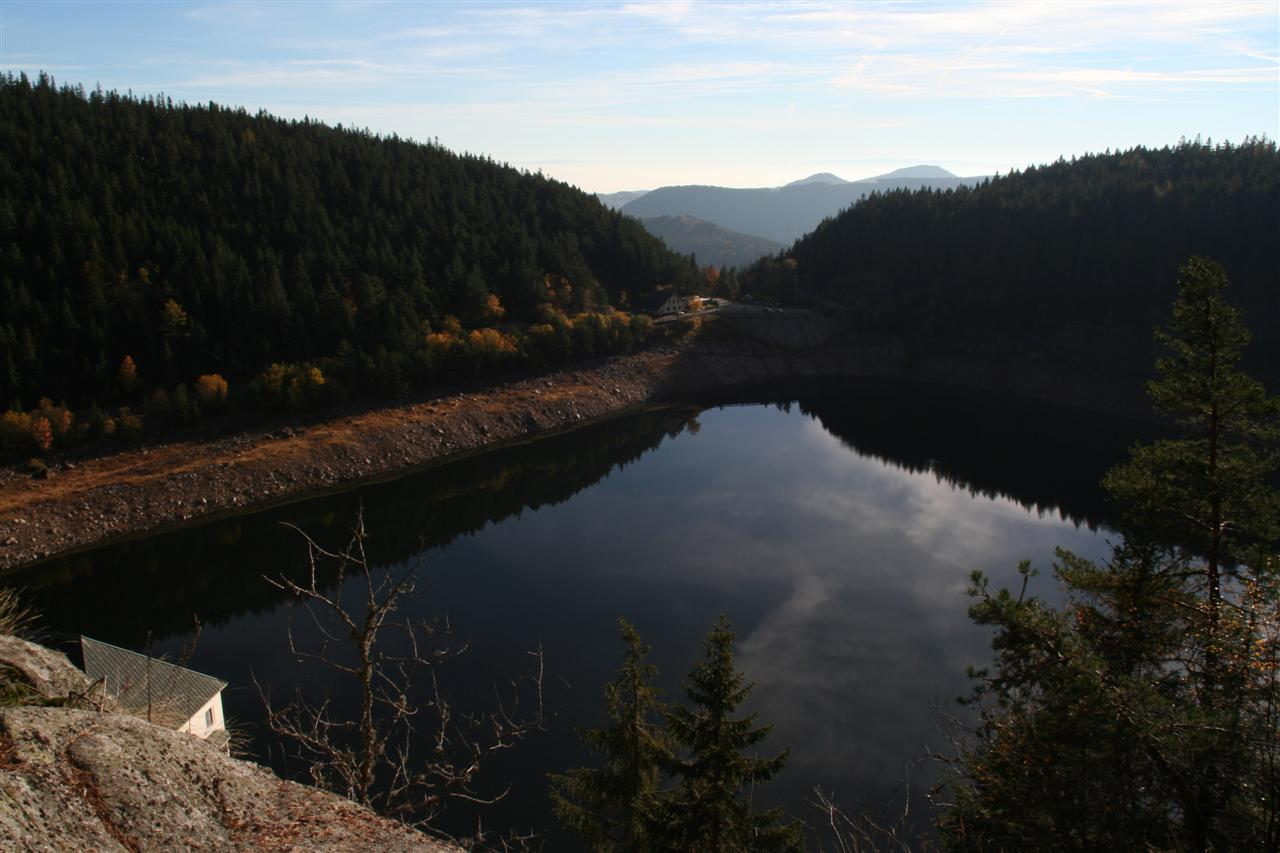
Lac Noir
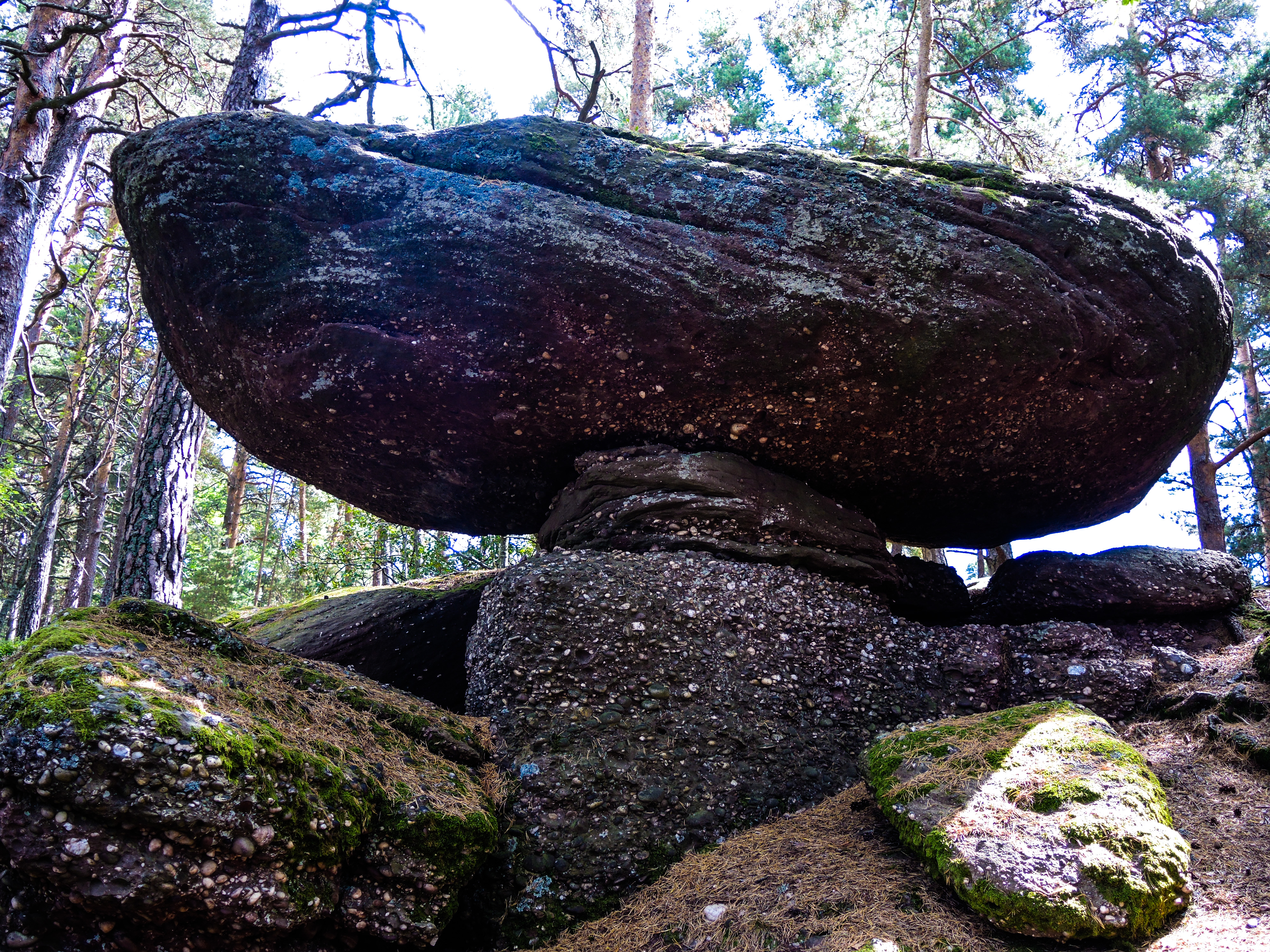
Der Wackelstein
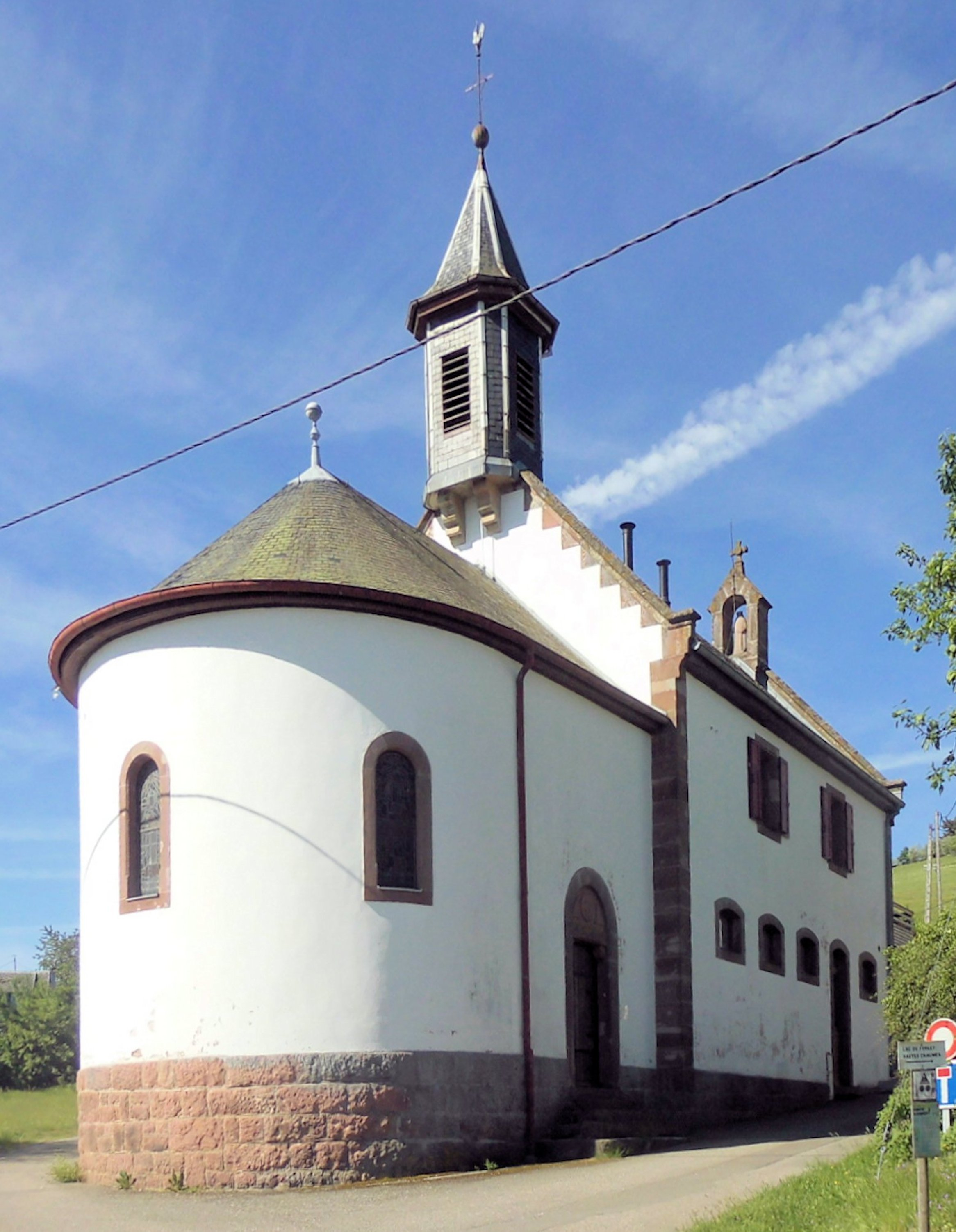
Kapelle St. Barbara

## Städtepartnerschaften
- Zwischen Orbey und der Stadt Fosses-la-Ville im wallonischen Teil Belgiens besteht eine Städtepartnerschaft.
- Mit Pommeret im Département Côtes-d’Armor gibt es freundschaftliche Beziehungen.
- Zur oberbayerischen Gemeinde Hohenlinden in Deutschland gibt es eine Gemeindefreundschaft[12].